# Friedrich Heinrich Otto Melle
Friedrich Heinrich Otto Melle (* 16. August 1875 in Liebengrün, Provinz Sachsen; † 26. März 1947 in Berlin) war ein deutscher methodistischer Bischof.

## Leben
Melle war der Sohn des Landwirts Heinrich Friedrich Melle und seiner Frau Wilhelmine Karoline geb. Krauße. Ab 1900 wirkte er als Missionar in Ungarn und wurde später Superintendent in Wien. 1920 wurde er zum Direktor des methodistischen Predigerseminar in Frankfurt am Main gewählt. Als 1936 die bis dahin von dem in Zürich ansässigen US-amerikanischen Bischof John Louis Nuelsen geleitete deutsche Konferenz der Bischöflichen Methodistenkirche erstmals das Recht erhielt, einen Bischof aus den eigenen Reihe zu wählen, wählte sie Melle, der weiterhin in Frankfurt amtierte. Er blieb auch in diesem Amt, als die Bischöfliche Methodistenkirche sich 1939 mit der Methodist Protestant Church zur Methodist Church vereinigte. 1946 trat er in den Ruhestand. Sein Nachfolger wurde Johann Wilhelm Ernst Sommer.
Melle war ökumenisch engagiert, besonders in der Evangelischen Allianz und im Christlichen Studentenweltbund. Der Vereinigung Evangelischer Freikirchen diente er einige Jahre als Präsident. 1937 war er neben dem Baptisten Paul Schmidt der einzige deutsche Delegierte bei der Ökumenischen Weltkonferenz für Praktisches Christentum in Oxford. Dort verteidigte er in einer Plenarrede die nationalsozialistische Politik, was zu einem tiefen Zerwürfnis mit der Bekennenden Kirche führte und auch später das Verhältnis zwischen Landeskirchen und Freikirchen belastete.

## Schriften
- Das Walten Gottes im deutschen Methodismus. Bremen: Buchhandlung u. Verl. d. Traktathauses 1925
- Das deutsche Freikirchentum und seine Sendung: Vortrag, geh. an d. Tagung d. Hauptausschusses Evang. Freikirchen in Kassel am 16. Okt. 1928. Bremen: Verlagshaus d. Methodistenkirche [Buchh. u. Verlag d. Traktathauses] 1928
- Ein Lebensbild – Seinen Schülern und Freunden gewidmet. Bremen um 1930
- Der Kampf des deutschen Volkes für Freiheit und Gerechtigkeit und die Christen Amerikas. Kassel: Christl. Traktatges. [Verlagshaus d. Deutschen Baptisten] 1932 (Friedensbotenheft Nr. 83)
- (Hg.): 50 Jahre Blankenburger Konferenz: Festschrift. Bad Blankenburg: Buchdr. u. Verl. "Harfe" 1936
- Der deutsche Methodismus und die neue Zeit: [Eröffnungsrede an d. Zentralkonferenz d. Bischöfl. Methodistenkirche in Deutschland, 8.-11. Okt. 1940]. Als. Ms. gedr., Bremen: Anker-Verlag 1940
- Fußspuren Gottes in meinem Leben. Lebenserinnerungen 1875-1936, hg. von Klaus Schneider. Selbstverlag, Rübgarten 2005.